# باو دونيس
باو دونيس سيريرا (بالكاتالانية: Pau Donés Cirera)، ولد في برشلونة في 11 أكتوبر 1966 وتوفي في باكيركي، مقاطعة لاردة، في 9 يونيو 2020) مغني وعازف جيتار وملحن إسباني وكان من أهم أعضاء الفرقة الغنائية خارابي دي بالو.

## حياته
ولد باو في برشلونة وهو الأكبر بين إخوته الأربعة. انتحرت والدته عندما كان في سن السادسة عشرة وشكل هذا الحدث صدمة في حياته لكنه رغم ذلك تحمل مسؤوليته كأخ أكبر وقام برعاية إخوته الصغار. كان مساره الدراسي متعثرا بحيث تم طرده من ستة مدارس مختلفة وكان يعاني من عسر القراءة.
كانت بداياته الموسيقية في سن الثانية عشرة التي بدأ فيها تعلم العزف على آلة الجيتار. عند بلوغه سن الخامسة عشرة، قام بتأسيس فرقة غنائية مع شقيقه مارك، الذي كان يعزف على الدرامز، سمياها Jay. & Company Band (لتسمى لاحقا Dentaduras Postizas)، والتي كانت تقيم حفلات موسيقية في قاعات صغرى في محيط مدينة برشلونة. بالموازاة مع ذلك، اشتغل باو في مجموعة من المهن كنادل أو عارض أزياء ثم كمسؤول في وكالة إشهارية ومكنته مداخيل عمله من اقتناء التجهيزات الضرورية لعمله الموسيقي من أجهزة مزج ووحدة خلط وجيتار كهربائي من نوع فيندر ستراتوكاستر.
درس الاقتصاد في جامعة برشلونة وبلغ مستوى الإجازة.
كان التحول الحاسم في مسار باو هو تشكيل مجموعة خارابي دي بالو سنة 1995 والذي حقق أولى نجاحاته على الصعيد الدولي بأغنية La Flaca في خريف 1996.
قام باو رفقة مجموعة خارابي دي بالو بإصدار 12 ألبوما غنائيا بين 1996 و2020.
أصيب في 2015 بسرطان القولون وقاوم المرض إلى غاية وفاته في 9 يونيو 2020.
حققت سيرته الذاتية «خمسون صدمة...ولا أزال أحلم» نجاحا كبيرا بحيث بيعت منها 10 آلاف نسخة في أول أسبوع من صدورها.